# Melitaea fergana
Melitaea fergana är en fjärilsart som beskrevs av Otto Staudinger 1882. Melitaea fergana ingår i släktet Melitaea och familjen praktfjärilar. Inga underarter finns listade i Catalogue of Life.